# International Holiness Mission
International Holiness Mission var namnet på en brittisk missionsorganisation, verksam mellan 1917 och 1952.
The Holiness Mission (Helgelsemissionen) bildades i London, 1907 av affärsmannen och lekmannapredikanten David Thomas. Ordet "International" lades till namnet 1917, som en logisk konsekvens av det omfattande missionsarbete som etablerats i södra Afrika under ledning av David Jones. 
I början av 1950-talet hade rörelsen 28 församlingar och mer än tusen medlemmar i England, under ledning av superintendent J B Maclagan. I Afrika fanns 36 utsända missionärer.
Den 29 oktober 1952 valde the International Holiness Mission att gå upp i Nazaréens kyrka.